# Bio
El lexema «bio» s'usa en composició de noms i adjectius, prefixat (bio-) o sufixat (-bi, -bia, -bios), on hi aporta el significat de "vida". És un element productiu del qual el 90% del lèxic és de producció recent i el 70% no ha estat incorporat al diccionari normatiu.

## Alimentació
Actualment aquest prefix només es pot emprar en noms de productes alimentaris que siguen d'origen biològic, és a dir, que s'hagen produït sense components químics ni pesticides, sense additius ni conservants, i sense manipulació genètica.

### Història
El 24 de juny de 1991 la Comunitat Europea publica el Reglament comunitari de producció agrícola ecològica núm. 2092/91, aprovat el 22 de juliol de 1991, en el qual es protegix l'ús dels termes biològic, ecològic i orgànic, reservant-los a la producció agroalimentària ecològica.
El 22 d'octubre de 1993, s'aprova el Reial Decret 1852/1993 (publicat el 26 de novembre) on es protegix el vocable biològic i amb caràcter supletori, s'indica que les competències de les Comunitats Autònomes podran afegir termes com ecològic, orgànic, biodinàmic i les formes bio i eco, per a productes vegetals i animals no transformats.
L'11 de maig de 2001, el Consell de Ministres, aprovà un Reial Decret 506/2001 (publicat al BOE núm. 126 de 25 de maig de 2001) per a poder utilitzar el terme bio en productes que no són biològics, aprofitant la mancança existent en el Reglament Comunitari d'una menció expressa dels termes eco i bio.
Aquest decret fou combatut pel sector agrari i ramader de producció biològica i ecològica, i organitzacions ecologistes.
El 14 de juliol de 2006, el Tribunal Europeu dicta una sentència contra l'Estat espanyol instant a no saltar-se el dret comunitari i impedir l'ús dels prefixos bio i eco en productes que no procedixen de l'agricultura ecològica.
El 30 de desembre de 2006 el Consell de Ministres aprovà el Reial Decret 1614/2005, (publicat al BOE núm. 2 de 3 de gener 2006), per la qual cosa es modifica el Reial Decret 1852/1993, de 22 d'octubre, sobre producció agrícola ecològica i la seua indicació en els productes agraris i alimentaris que posa fi als 'falsos bio' i torna a protegir els termes 'biològic', 'orgànic' i 'bio' en exclusiva per a la producció ecològica que contravenia el dret comunitari.
Aquest nou decret va suposar el canvi de nom de productes com ara "Biofrutas" de Leche Pascual que es va denominar "Pascual Funciona", "Biocentury" que passà a ser "Bicentury", o el iogurt "Bio" de Danone convertit a "Activia". En total va afectar uns 50 productes.